# Holger Mundt
Holger Mundt (født 25. maj 1887 i København, død 22. december 1957) var en dansk arkitekt. Han var søn af læge Christopher M. og Antonie Sophie Nathalie Krieger
I 1931 deltog Holger Mundt i arkitektkonkurrencen om at tegne Sønderborg Rådhus og kom med flere forslag og fik både 1. og 2. præmien. Han malede også opførelsen af rådhuset.
Holger Mundt blev gift med kunstmaler Harriet Mundt i Svallerup ved Kalundborg 20. november 1915. I 1917 fik de samme datteren Karen Mundt som gik i sin fars fodspor. Hun blev gift med arkitekt Ebbe Clemmensen og drev en tegnestue sammen.
1951-1959 stod Holger Mundt, Karen Clemmensen og Ebbe Clemmensen for restaureringen af Kliplev kirke i Sønderjylland.

## Eksterne kilder og henvisninger
- Holger Mundt på gravsted.dk